# Генадий Лавриотис
Генадий  (на гръцки: Γεννάδιος) е гръцки духовник, митрополит на Вселенската патриаршия.

## Биография
Роден е със светското име Лавриотис (Λαυριώτης) в Егио, Пелопонес. Замонашва се в манастира „Свети Пантелеймон“ на Света гора, а след това се мести във Великата Лавра. От 1854 до 1878 година служи като светогорски епитроп в Цариград. Живее в Переа (Корделио).
На 11 януари 1890 година е избран за титулярен ставруполски епископ срещу архимандритите Герман Теотокас и Амвросий Ставринос. На 14 януари 1890 година е ръкоположен в църквата „Въведение Богородично“ в Ставродроми (Бейоглу), Цариград, за ставруполски епископи и е назначен за викарий на Константинополската архиепископия и архиерейски наместник на Ставродромит. Ръкополагането е извършено от митрополит Фотий Пловдивски, всъслужение с бившия китроски епископ Йоаникий и епископ Герасим Евдоксиадски.
На 20 февруари 1896 година е избран за месемврийски митрополит в България срещу бившия мириофитски епископ Никодим и епископ Прокопий Амфиполски. На 27 април 1906 година обаче той подава оставка и се установява в Цариград, където от октомври 1900 година до 1903 година отново е архиерейски наместник на Ставродроми. Умира в манастира „Свети Георги Кудунски“ на Големия Принцов остров през февруари 1909 година.